# Walter Rodney
Walter Anthony Rodney (Georgetown, 23 maart 1942 – aldaar, 13 juni 1980) was een historicus en politiek activist uit Guyana.

## Biografie
Rodney werd geboren in een arbeidersfamilie in de hoofdstad van Guyana, Georgetown. Het land Guyana, aan de noordkust van Zuid-Amerika, was toen (tot 1966) nog een Britse kolonie, genaamd Brits-Guiana.
Rodney was een goede student en hij verkreeg verscheidene studiebeurzen, eerst voor het Queen’s College in Guyana, en later voor de University of the West Indies (UWI), te Jamaica, waar hij in 1963 afstudeerde.
Hij haalde zijn doctoraat (PhD) in 1966 aan de School of Oriental and African Studies in Londen, Engeland. Zijn proefschrift ging over de slavenhandel aan de Bovenkust van Guinea, getiteld ‘A history of the Upper Guinea Coast, 1545-1800’.
Hij reisde veel buiten Guyana in deze periode, maar bleef de ontwikkelingen in Guyana volgen. Reeds voordat Guyana in 1966 onafhankelijk werd van het Verenigd Koninkrijk, ontstonden er lokale politieke partijen. Sinds na de verkiezingen van 1964 was de gematigde politicus Forbes Burnham aan de macht, die in de jaren 70 dictatoriaal begon op te treden.

## Ideeën en activiteiten
Rodneys interesses waren breder, en hij was kritisch over de rol van de middenklasse na de onafhankelijkheid in Caraïbische landen, alsmede over het kapitalisme als onderdrukker van de werkende klasse en armen in de samenleving. Hij streefde naar een socialistische ontwikkeling.
Rodney vertrok in 1967 voor een jaar naar het Afrikaanse land Tanzania, dat toen net onafhankelijk was, en gaf daar les aan de Universiteit van Dar es Salaam.
In 1968 keerde Rodney terug naar het Caraïbisch gebied en werd docent aan de University of the West Indies, op de campus Mona in Kingston op Jamaica. Hier werd hij beïnvloed door de Black Power-beweging, streed hij voor de armen in het gebied en maakte contact met de Rastafari-beweging, gericht op revolutionaire veranderingen.
Dit politiek activisme leidde uiteindelijk tot problemen met de Jamaicaanse regering. Gebruik makend van zijn reis naar Montreal in Canada voor een conferentie in oktober 1968, werd Rodney door de Jamaicaanse regering onder Hugh Shearer de terugkeer naar Jamaica ontzegd. Dit leidde tot rellen in Jamaica.
Rodney vertrok toen eerst naar Cuba en daarna terug naar Tanzania, waar hij van 1969-1974 woonde en werkzaam was. Tijdens deze tweede periode in Afrika schreef Rodney zijn meest radicale en invloedrijke werk: How Europe underdeveloped Africa (1972), over hoe het internationale kapitalisme vanuit Europa historisch het Afrikaanse continent verarmde.
In 1974 keerde hij terug naar Guyana. Hier was hem een positie als hoogleraar in geschiedenis aan de Universiteit van Guyana aangeboden, maar dit werd geblokkeerd door de regering van Guyana. Nadat hij toch was teruggegaan naar Guyana ging hij verder met les geven en onderzoek, maar ook met politieke activiteiten. Zo werd hij lid van de nieuwe politieke partij de Working People’s Alliance, die de raciale tweedeling in Guyana wilde doorbreken, terwijl zij opkwam voor de armen in het land. Zo verwierf hij veel aanhangers, maar riep ook de tegenstand op van politici die hun macht baseerden op de raciale tweedeling.
Op 13 juni 1980, terwijl hij meedeed aan de verkiezingscampagne, werd Rodney vermoord door een bom die ontplofte in zijn auto, verstopt in een walkietalkie. Deze was hem volgens bronnen gegeven door een Guyanese soldaat.

## Parlementair onderzoek naar de moord
In 2014 werd in Guyana een parlementair onderzoek gehouden naar de moord op Rodney. Er werd geconcludeerd dat hij door de Staat was vermoord, en dat premier Forbes Burnham op de hoogte was van de bomaanslag. Op 9 augustus 2021 werd de resolutie om de resultaten van het parlementair onderzoek te implementeren aangenomen door de Nationale Vergadering.

## Bron
Dit artikel is voor een groot deel ontleend aan het artikel over Walter Rodney op de Engelstalige Wikipedia.